# NGC 558
NGC 558 est une petite galaxie elliptique vue par la tranche et située dans la constellation de la Baleine. NGC 558 a été découverte par l'astronome prussien Heinrich d'Arrest en 1864.

## Caractéristiques
Sa vitesse par rapport au fond diffus cosmologique est de 4 652 ± 37 km/s, ce qui correspond à une distance de Hubble de 68,6 ± 4,8 Mpc (∼224 millions d'al).
À ce jour, une mesure non basée sur le décalage vers le rouge (redshift) donne une distance d'environ 75,600 Mpc (∼247 millions d'al). Cette valeur est légèrement à l'extérieur des valeurs de la distance de Hubble.
Cette galaxie est généralement considérée comme elliptique, mais en raison de sa forme très allongée, elle ressemble plus à une galaxie lenticulaire de type E/S0, d'où le type E5+? au lieu de E5.
En raison d'une brillance de surface égale à 11,56  mag/am2, on peut qualifier NGC 558 de galaxie présentant une brillance de surface élevée.

## Abell 194
La désignation DRCG 7-5 est utilisée par Wolfgang Steinicke pour indiquer que cette galaxie figure au catalogue des amas galactiques d'Alan Dressler. Les nombres 7 et 5 indiquent respectivement que c'est le 7e amas (Abell 194) de la liste et la 5e galaxie de cette liste. Cette même galaxie est aussi désignée par ABELL 194:[D80] 5 par la base de données NASA/IPAC, ce qui est équivalent. Dressler indique que NGC 519 est une galaxie lenticulaire de type S0.